# Oklahoma City Thunder
Oklahoma City Thunder er et amerikansk basketballhold fra Oklahoma City, Oklahoma. Klubben spiller i NBA-ligaen, og spiller sine hjemmekampe i Paycom Center. Holdet blev oprindeligt stiftet som Seattle SuperSonics i 1967, og spillede i Seattle frem til 2008, hvor at holdet flyttede til Oklahoma City. 

## Historie

### 1967-2008: Seattle Supersonics
Thunders tidligere inkarnation, Seattle SuperSoncis, blev dannet i 1967, og spillede 41 sæsoner i Seattle før, at klubben flyttede til Oklahoma. Supersonics var i disse år i slutspillet 22 gange, og vandt den vestlige konference tre gange, og en enkelt NBA-titel i 1979.

### 2008-09: Flytning til Oklahoma City
I 2006 solgte den tidligere Starbucks CEO Howard Schultz SuperSonics, samt søster-klubben Seattle Storm fra WNBA, til en gruppe investorer fra Oklahoma City, ledt af Clay Bennett. I 2007 annoncerede Bennett, at klubben ville flytte til Oklahoma City, og efter en kamp med Seattle, blev de i juli 2008 enig om en aftale, som resulterede i, at klubben måtte betale en sum på 75 millioner dollars til byen for at forlade. I september blev holdets nye navn annonceret, hvilket var baseret på Oklahomas placering i Tornado Alley.
Den 29. oktober 2008 spillede klubben sin første kamp i Oklahoma City, hvilke resulterede i et nederlag imod Milwaukee Bucks. Den første sæson i OKC var ikke imponerende, og de sluttede sæsonen med 23 sejrer og 59 nederlag.

### 2009-12: Fremgang og NBA-finalen
Thunder tog et massivt skridt frem i holdets anden sæson, og med unge spillere som Kevin Durant, Russell Westbrook og rookie James Harden på holdte, så vendte Thunder sig fra, at være et af de værste hold i ligaen, til at være i den bedre halvdel, da de vandt 50 kampe i sæsonen. De kvalificerede sig hermed til slutspillet for første gang, men tabte her i den første runde til Los Angeles Lakers. Durant vandt i sæsonen sin første scoringstitel, da han scorede 30,1 point per kamp over sæsonen.
Thunder fortsatte fremgangen i 2010-11 sæsonen, da de vandt 55 kampe på sæsonen, og igen kvalificerede sig til slutspillet. I den første runde af slutspillet mødte de Denver Nuggets, og vandt her på fem kampe, og sikrede sig dermed sin første slutspilsrundesejr efter flytningen. I den anden runde mødte de Memphis Grizzlies, og efter en yderst intens serie, så vandt Thunder i den syvende og afgørende kamp. I konferencefinalen mødte de Dallas Mavericks, og tabte her på fem kampe til de eventuelle mestre.
2011-12 sæsonen blev forkortet til 66 kampe som resultat af en lockout, men efter sæsonen begyndte, så fortsatte Thunder hvor de havde sluppet, og vandt 47 af disse kampe. I slutspillet marcherede Thunder hele vejen til finalen for første gang siden klubben flyttede, da de slog Mavericks, Lakers og San Antonio Spurs. I finalen mødte de Miami Heat, ledt af The Big Three, bestående af LeBron James, Dwayne Wade og Chris Bosh. Trods at Thunder vandt den første kamp, så tabte de herefter de næste fire i streg, og mesterskabet gik til Miami.

### 2012-16: Durant og Westbrook årene
Før 2012-13 sæsonen, tradede Thunder James Harden til Houston Rockets trods han havde vundet Sixth Man of the Year i den forrige sæson. Det var så, at klubben kunne undgå at betale en ekstra skat for at gå over lønbudgettet. Trods dette tab, så havde Thunder deres bedste sæson til dato, da de vandt 60 kampe, og for første gang sluttede som førstepladsen i den vestlige konference. I den første runde slutspillet mødte de Harden og Rockets, og vandt her efter fem kampe. Sejren kom dog med en stor bekostning, som var at Westbrook led en seriøs knæskade, og missede resten af slutspillet. I den anden runde mødte de Grizzlies, men havde store problemer uden Westbrook, og tabte serien på fem kampe.
Thunder vendte stærkt tilbage i 2013-14 sæsonen. Durant havde sin bedste sæson i sin tid hos Thunder, og blev kåret som ligaens Most Valuable Player i sæsonen. I slutspillet kom de hele vejen til konferencefinalerne, men tabte her til Spurs.
2014-15 sæsonen var dog en stor skuffelse, hvor at Durant var især skadesplaget. Trods at Thunder vandt 47 kampe, så var det ikke nok til at komme i slutspillet. Efter sæsonen blev det annonceret, at træner Scott Brooks blev fyret efter otte sæsoner med klubben.
Under deres nye træner Billy Donovan vendte Thunder tilbage til slutspillet i 2015-16 sæsonen. Efter sejrer imod Mavericks og Spurs i de to første runder af slutspillet, så mødte de Golden State Warriors i konferencefinalen. Thunder vandt tre af de første fire kampe, og var bare en enkelt sejr mere fra, at vende tilbage til finalen, men dette gik i vasken, da de tabte alle tre næste kampe, og hermed blev elimineret.

### 2016-19: Westbrook som holdleder
Det største spørgsmål forud for 2016-17 sæsonen var Kevin Durant, som havde kontraktudløb. I juli 2016 blev det annonceret, at han forlod Thunder efter ni år med klubben, og skrev under med Golden State Warriors, det hold som havde elimineret ham og Thunder i den forrige sæson. Med Durant af holdet, så var Westbrook nu holdets leder, og han havde en historisk sæson i 2016-17, da han blev den første spiller siden Oscar Robertson til at have en triple-double per kamp i gennemsnit, altså 10+ point, assist og rebounds per kamp. Han blev kåret som ligaens Most Valuable Player i sæsonen. Thunder kom dog ikke langt i slutspillet, da de tabte til Rockets i den første runde.
I juli 2017 tradede Thunder sig til Paul George fra Indiana Pacers for Domantas Sabonis og Victor Oladipo. Trods dette, så kom de i 2017-18 sæsonen ikke længere end den første runde igen, hvor de tabte til Utah Jazz. 2018-19 sæsonen var den samme historie, da de tabte til Portland Trail Blazers i den første runde.

### 2019-Nuværende: Rebuild
Efter at være blevet elimineret i den første runde tre sæsoner i streg, så besluttede Thunder at det var tid til at starte forfra. Først tradede de Paul George til Los Angeles Clippers, hvor de fik fem draft picks og Shai Gilgeous-Alexander igen. Bare to dage senere blev holdets anden stjerne også handlet væk, da Westbrook blev traded til Houston Rockets for Chris Paul og draft picks. Trods dette, så lykkedes det stadig Thunder at nå slutspillet med Paul som holdleder, men tabte igen i den første runde til Rockets.
Thunder blev ved med at handle spillere væk, og i november 2020 blev Chris Paul sendt til Phoenix Suns. Over de næste sæsoner samlede Thunder historisk mange draft picks gennem handler, og opbyggede en meget ung trup med syn på fremtiden.

## Spillere

### Nuværende spillertrup
Oversigten er opdateret til og med 31. oktober 2023.
| Pos. | Num. | Navn                    | Nationalitet | Højde  | Vægt   | Fødselsdag                |
| ---- | ---- | ----------------------- | ------------ | ------ | ------ | ------------------------- |
| G    | 2    | Shai Gilgeous-Alexander | Canada       | 1.98 m | 82 kg  | 12. juli 1998 (26 år)     |
| G    | 3    | Josh Giddey             | Australien   | 2.03 m | 93 kg  | 10. oktober 2002 (22 år)  |
| G/F  | 5    | Luguentz Dort           | Canada       | 1.93 m | 98 kg  | 19. april 1999 (25 år)    |
| F/C  | 6    | Jaylin Williams         | USA          | 2.08 m | 109 kg | 29. juni 2002 (22 år)     |
| F/C  | 7    | Chet Holmgren           | USA          | 2.16 m | 94 kg  | 1. maj 2002 (22 år)       |
| G/F  | 8    | Jalen Williams          | USA          | 1.96 m | 96 kg  | 14. april 2001 (23 år)    |
| F    | 9    | Dāvis Bertāns           | Letland      | 2,08 m | 102 kg | 12. november 1992 (32 år) |
| G    | 11   | Isaiah Joe              | USA          | 1,93 m | 75 kg  | 2. juli 1999 (25 år)      |
| G/F  | 12   | Lindy Waters III        | USA          | 1.98 m | 98 kg  | 28. juli 1997 (27 år)     |
| F    | 13   | Ousmane Dieng           | Frankrig     | 2.08 m | 93 kg  | 21. maj 2003 (21 år)      |
| F    | 17   | Aleksej Pokuševski      | Serbien      | 2.13 m | 86 kg  | 26. december 2001 (23 år) |
| G    | 18   | Keyontae Johnson        | USA          | 1.96 m | 108 kg | 24. maj 2000 (24 år)      |
| G    | 21   | Aaron Wiggins           | USA          | 1.98 m | 91 kg  | 2. januar 1999 (26 år)    |
| G    | 22   | Carson Wallace          | USA          | 1.93 m | 88 kg  | 7. november 2003 (21 år)  |
| G    | 23   | Tre Mann                | USA          | 1.96 m | 86 kg  | 3. februar 2001 (24 år)   |
| G    | 29   | Vasilije Micić          | Serbien      | 1.96 m | 92 kg  | 13. januar 1994 (31 år)   |
| C    | 30   | Oliver Sarr             | Frankrig     | 2.11 m | 109 kg | 20. februar 1999 (26 år)  |
| G/F  | 34   | Kenrich Williams        | USA          | 1.98 m | 95 kg  | 12. december 1994 (30 år) |

## Klub-præstationer og priser
Både Oklahoma City Thunders og Seattle Supersonics

### Rekorder i enkelt kampe
Point: 58 (2 gange), af Fred Brown mod Golden State Warriors, 23. marts 1974 og Russell Westbrook mod Portland Trail Blazers, 8. marts 2017 
Rebounds: 30, Jim Fox mod Los Angeles Lakers, 26. december 1973
Assists: 25, Nate McMillan mod Los Angeles Clippers, 23. februar 1987 
Steals: 10 (2 gange), Gus Williams mod New Jersey Nets, 22. februar, 1978 og Fred Brown mod Philadelphia 76ers, 3. december 1976 
Blocks: 11, Serge Ibaka mod Denver Nuggets, 19. februar 2012 